# 29641 Kaikloepfer
A 29641 Kaikloepfer (ideiglenes jelöléssel (29641) 1998 VA26) a Naprendszer kisbolygóövében található aszteroida. A LINEAR projekt keretében fedezték fel 1998. november 10-én.